# Загряжский, Григорий Семёнович
Загряжский, Григорий Семёнович (1838, Смоленская губерния, Российская империя — дата смерти неизвестна) — русский этнограф и юрист. Внёс большой вклад в организацию Туркестанского отделения Московского общества любителей природоведения, антропологии и этнографии.

## Биография
С 1867 года находился на воинской службе в Российской армии в чине капитана. Служил в Верном (ныне Алма-Ата) и Ташкенте. Позднее был начальником Токмакского и Перовского уездов.
Находясь на государственной службе, проявил интерес к киргизской и казахской этнографии. Принимал участие в деятельности Туркестанского отделения Московского общества любителей природоведения, антропологии и этнографии.

## Научная деятельность
Григорий Загряжский опубликовал несколько статей о материальной и духовной культуре киргизского и казахского народов:
- Очерки Перовского уезда. // «Туркестанские ведомости», 1872, № 29.
- Киргизские очерки (Аш, или тризна по умершим). // «Туркестанские ведомости», 1873, № 1.
- О направлении торговых путей в Туркестанском крае. // Материалы для статистики Туркестанского края. Ежегодник, вып. 2, 1873.
- Кара-Киргизы. // «Туркестанские ведомости», 1874, № 41—42.
- Быт кочевого населения долины Чу и Сыр-Дарьи. // «Туркестанские ведомости», 1875, № 25.
- Юридический обычай киргизов. О различных родах состояний и о правах им присвоенных. // Материалы для статистики Туркестанского края. Ежегодник, вып. 4, 1876.
- О народном суде у кочевого населения Туркестанского края по обычному праву. — Там же.

В число научных интересов Загряжского входило традиционное казахское судебное право. В ходе исследований он отмечал, что распространенный в Степи суд биев опирается на зан — традиционное право, и тем отличается от суда на основе адата, испытавшего сильное воздействие шариата.